# Beloroesskaja (metrostation Moskou, Koltsevaja-lijn)
Beloroesskaja (Russisch:Белорусская) is een station aan de Koltsevaja-lijn van de Moskouse metro. Het station is de tweede aansluiting van het treinstation op het metronet en het vierde station van het noordelijke deel van de ringlijn. Door de opening van het noordelijke deel van de ringlijn kreeg het treinstation een rechtstreekse verbinding met de drie stations rond Komsomolskaja. Vanaf de opening in 1952 tot de voltooiing van de ringlijn in 1954 was dit het noordelijke eindpunt. Op 1 april 1954 kreeg de ringlijn een eigen depot dat bereikt wordt via een verbindingsspoor dat vlak ten westen van Beloroesskaja begint. 

## Galerij

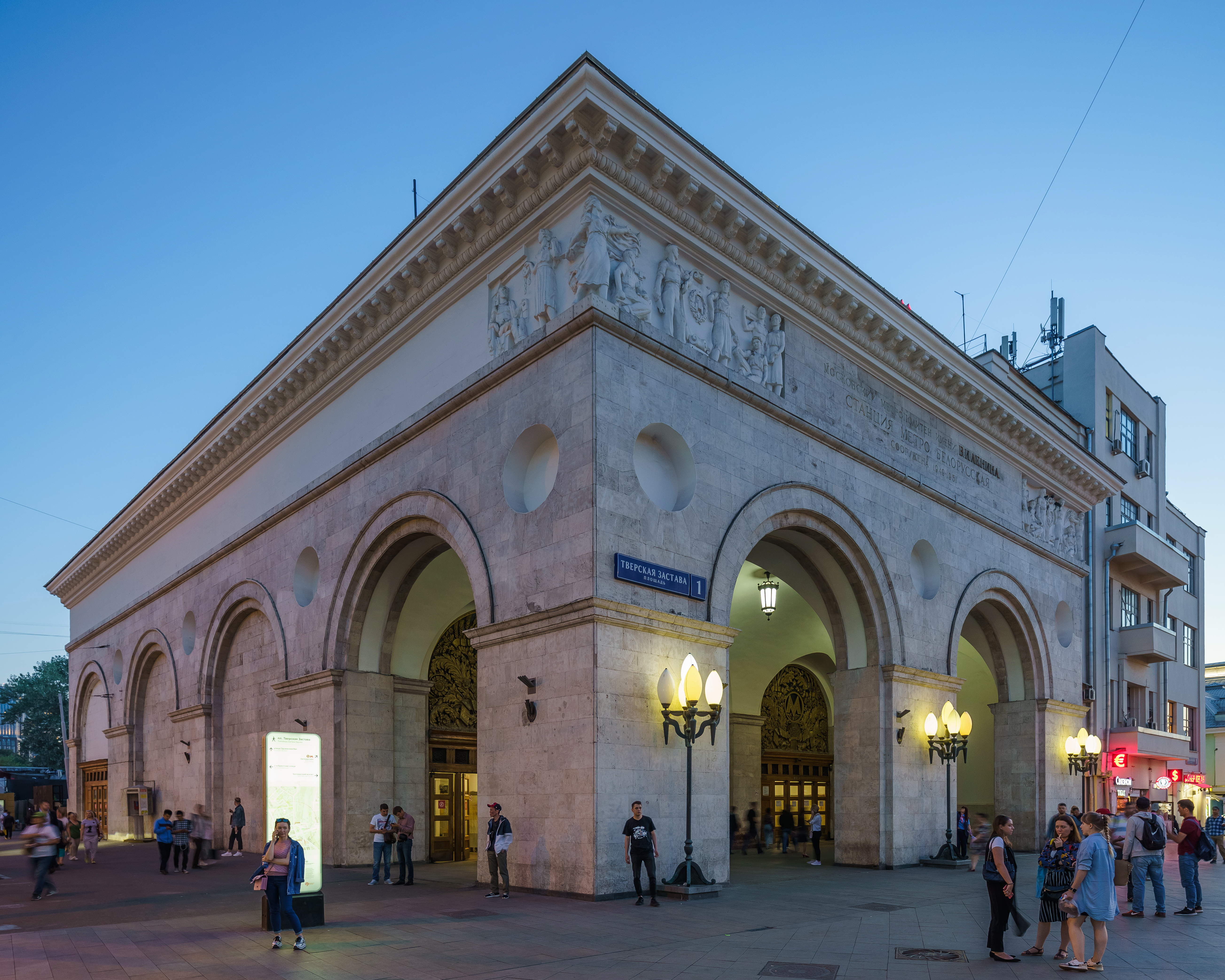
Het toegangsgebouw dat tussen 1949 en 1951 werd gebouwd
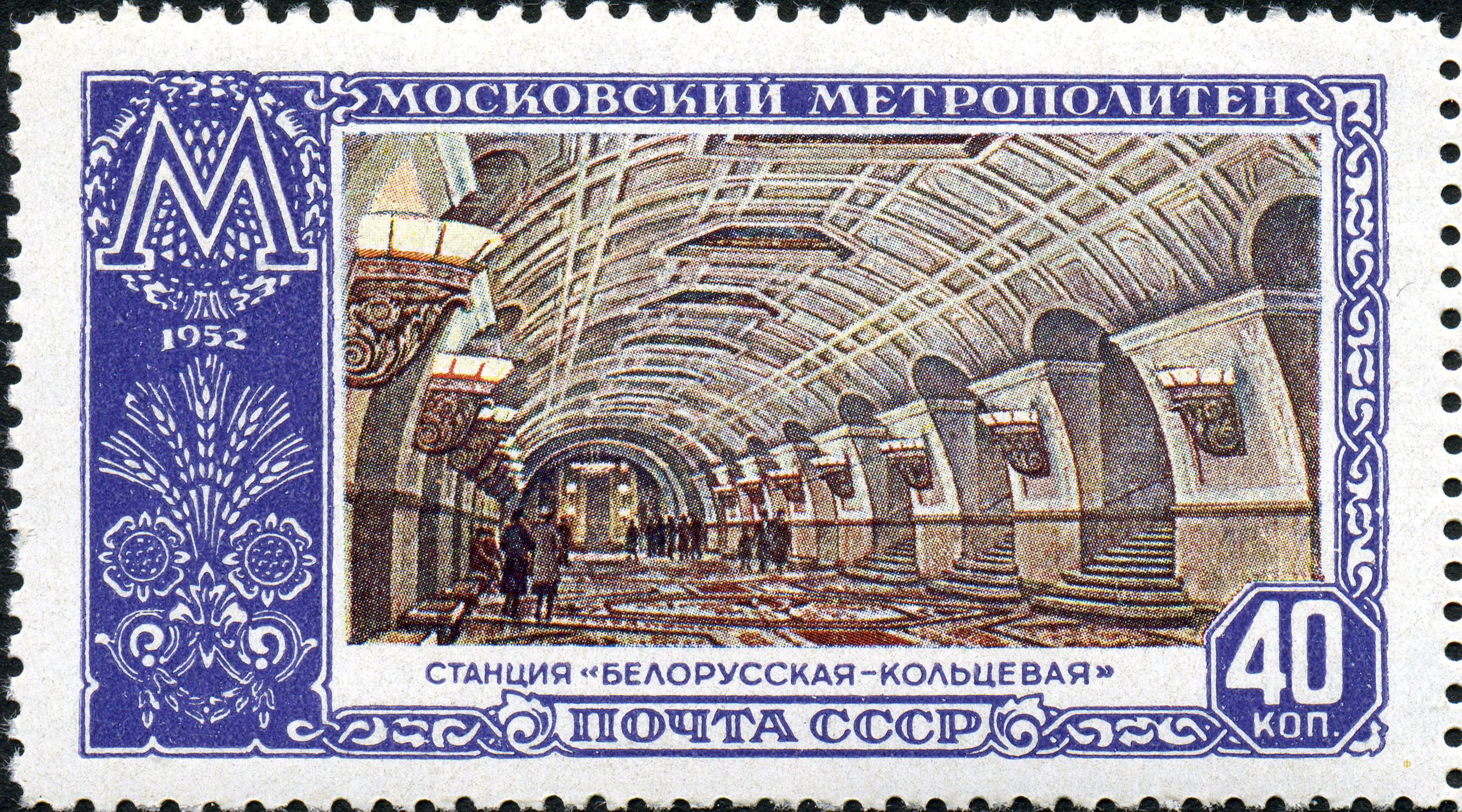
Postzegel uitgegeven ter gelegenheid van de opening, de trappen naar lijn 2 zijn hier rechts
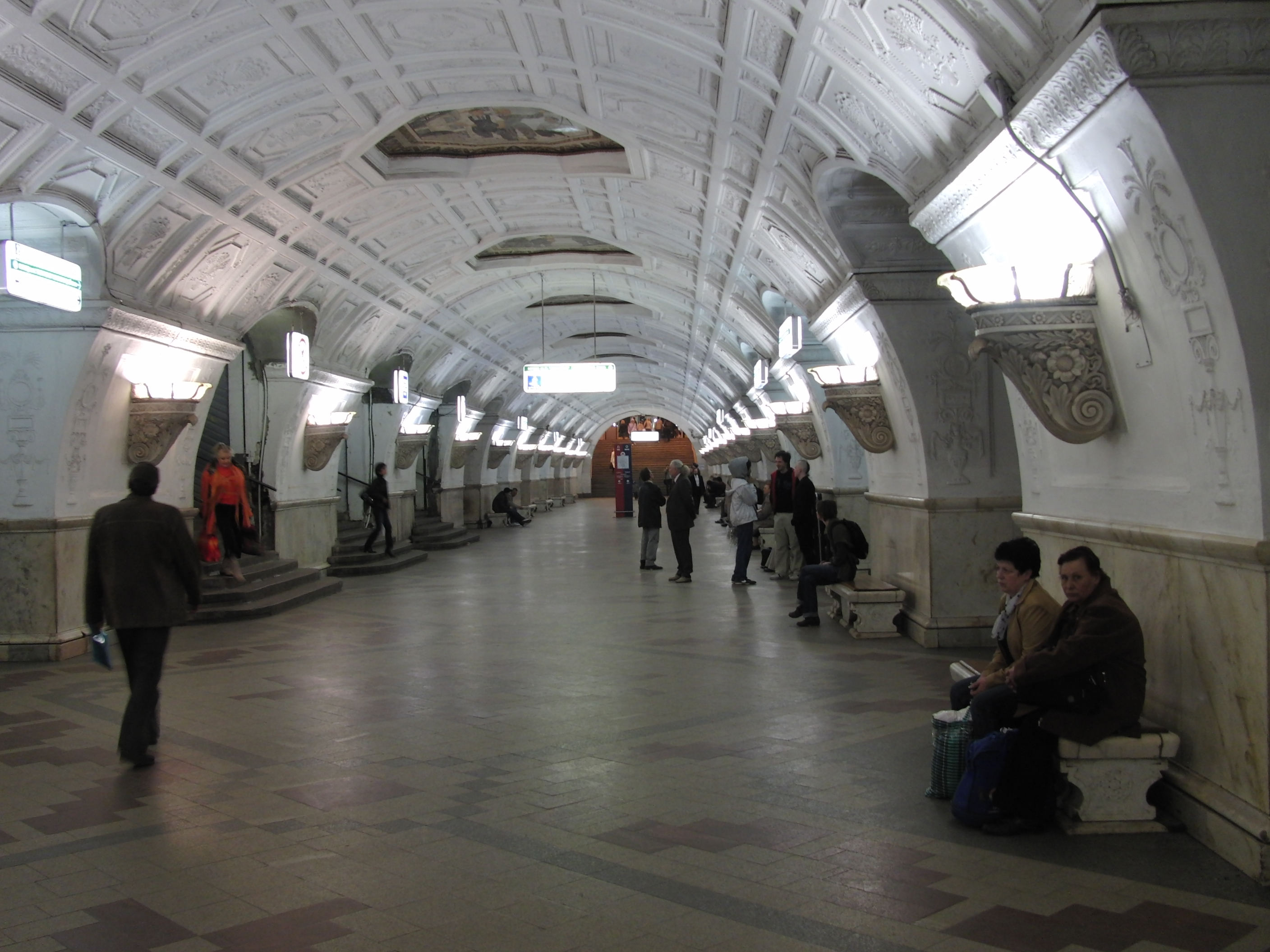
De middenhal in de andere richting de trappen naar lijn 2 zijn hier links
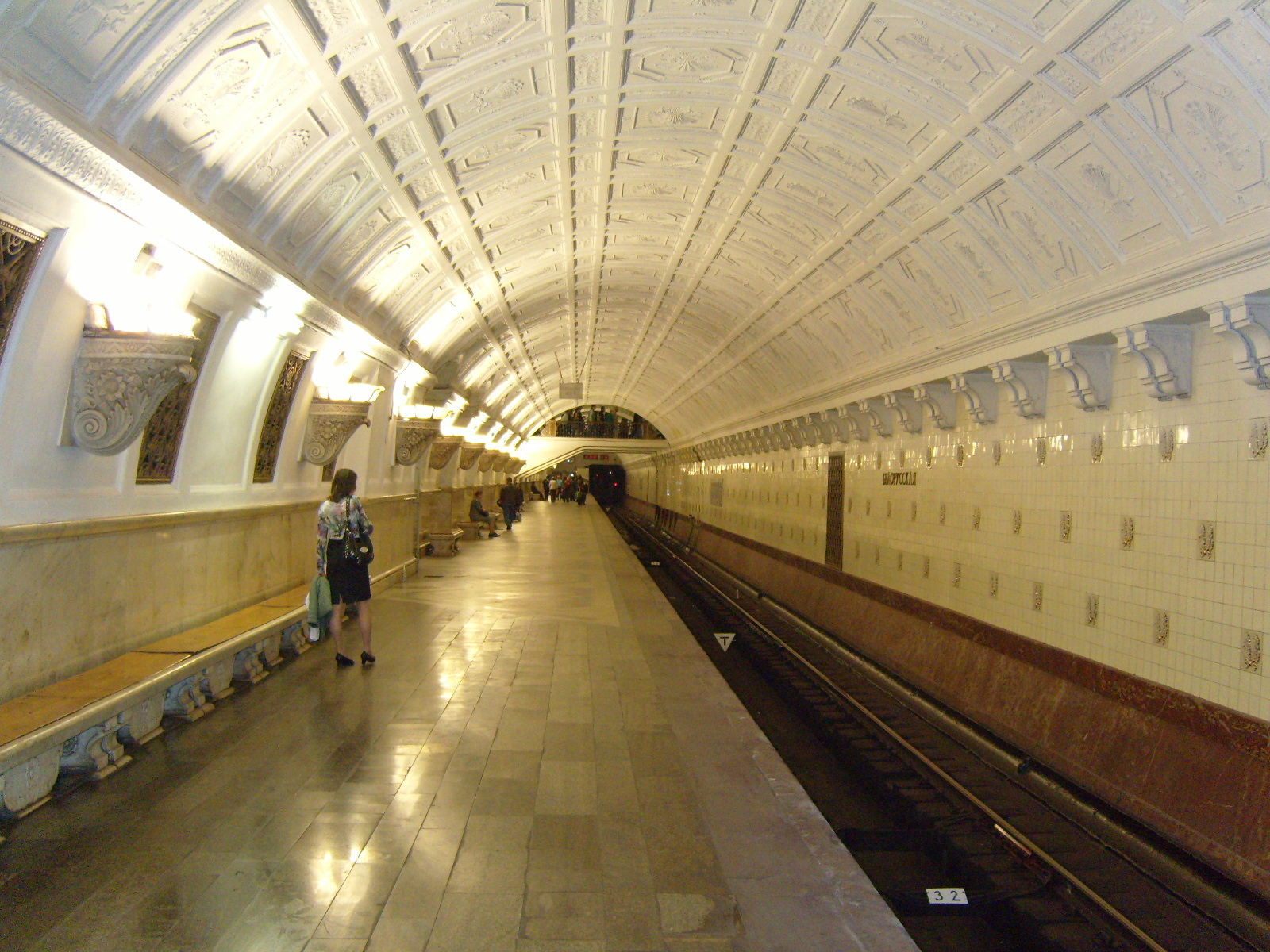
Het perron met daarboven de loopbrug naar lijn 2